# Глобальна катастрофа

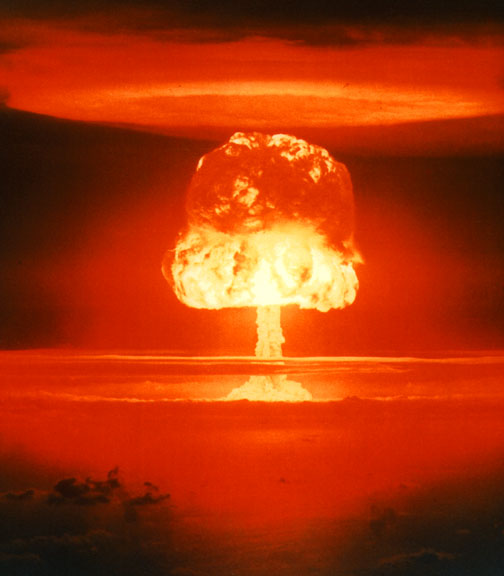
Ядерний гриб

Глоба́льна катастро́фа — деструктивна подія глобального масштабу, здатна завдати величезної шкоди навколишньому середовищу, людському виду або планеті Земля. Може відрізнятися як великою швидкістю поширення в географічному сенсі цього слова (космічна катастрофа, мегацунамі, супервулкан, Третя світова війна), так і чинником повільної (прихованої) дії (пандемії). Синонім есхатологічного поняття «кінець світу».

### Помилкові та спростовані теорії глобальних катастроф
Є також ряд теорій, які або висувалися різними дослідниками й були спростовані, або циркулюють в жовтій пресі та масовій свідомості й ґрунтуються на відвертих помилках, брехні та нерозумінні, або пов'язані з певними системами вірувань. Слід, однак, допустити незначну ймовірність того, що якась частина таких теорій виявиться вірною.
1. Раптова зміна напрямку і/або швидкості обертання Землі, яке призводить до катастрофічних землетрусів, повеней і змін клімату. Зміна форми Землі, пов'язана з наростанням полярних шапок, може призвести до того, що вісь обертання перестане бути віссю з найменшим моментом інерції, і Земля перевернеться, як «гайка Джанібековим». Або це відбудеться в результаті зміни моменту інерції Землі, пов'язаного з перебудовою її надр, або швидкість обертання зміниться в результаті зіткнення з великим астероїдом; хоча наслідки будь-якої миттєвої зміни обертання Землі були б катастрофічними, немає реальних підстав вважати, що обертання Землі може бути нестійким.
2. Теорії про «великий потоп», що спираються на біблійні легенди.
3. Вибух Сонця через шість років, нібито передбачений голландським астрономом. Це повідомлення є газетною пліткою.
4. Зіткнення Землі з блукаючою чорною дірою. В околицях Сонця немає чорних дір, наскільки це відомо, тому що їх можна було б виявити за акрецією міжзоряного газу на них і за гравітаційним спотворенням світла від більш далеких зір. При цьому «засмоктуюча здатність» чорної діри нічим не відрізняється від такої ж для зірки аналогічної маси, тому чорна діра не більш небезпечна, ніж зірка. Однак і зіткнення із зірками, або у всякому разі, небезпечні зближення з ними, відбуваються вкрай рідко, і всі такі зближення розраховані на мільйони років вперед. Оскільки чорних дір в галактиці набагато менше, ніж зірок, то і шанси зіткнення з чорною дірою ще менші. Не можна, однак, виключити зіткнення сонячної системи з блукаючими планетами-одинаками, але і це і вкрай малоймовірна, і відносно нешкідлива подія.

## Види глобальних катастроф
- Третя світова війна
- Мегацунамі
- Супервулкани
- Соціальний колапс
- Пандемія
- Екологічна катастрофа
- Катастрофи космічних тіл
- Зсув полюсів